# 巴拉达河

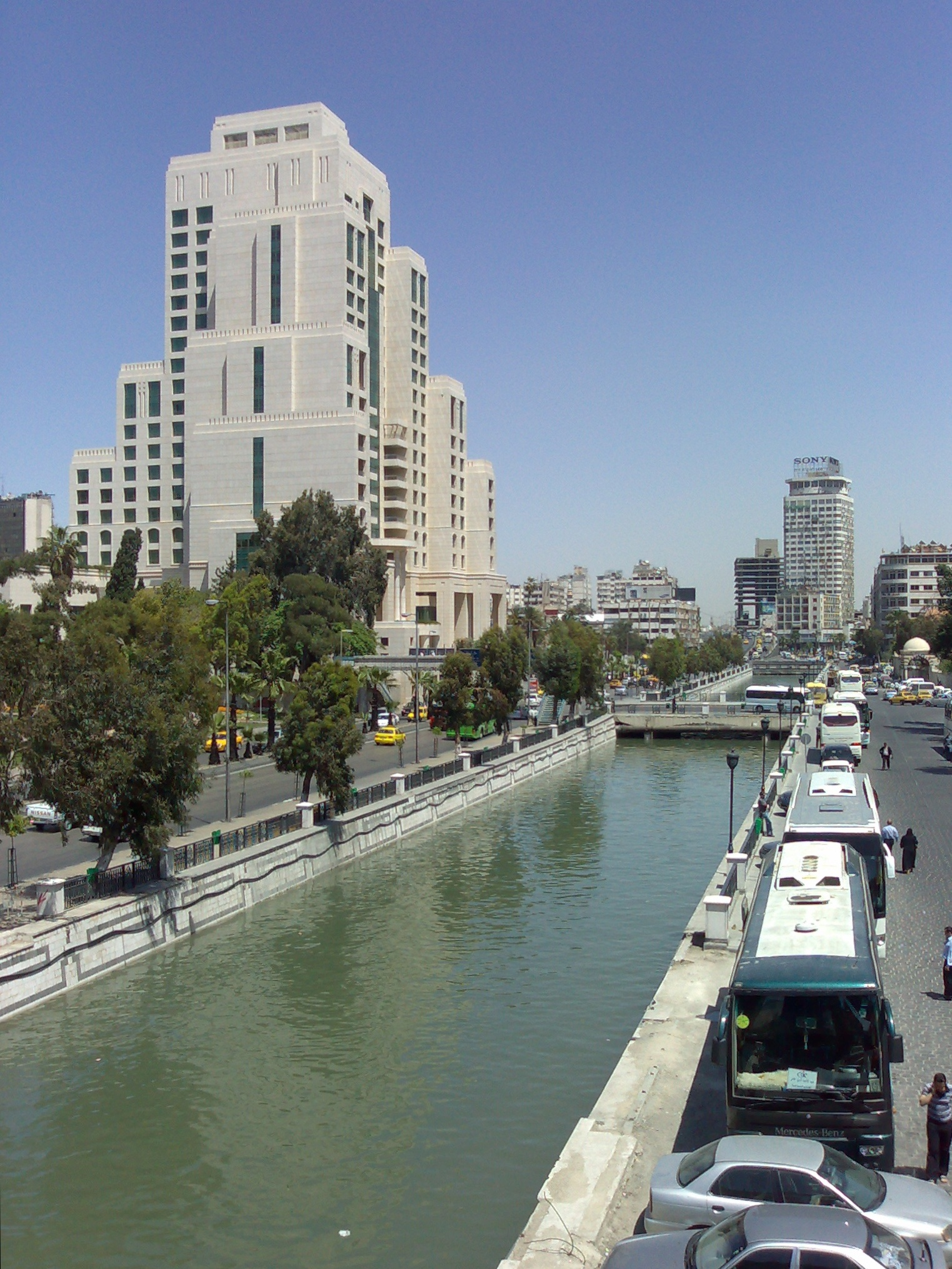
巴拉达河

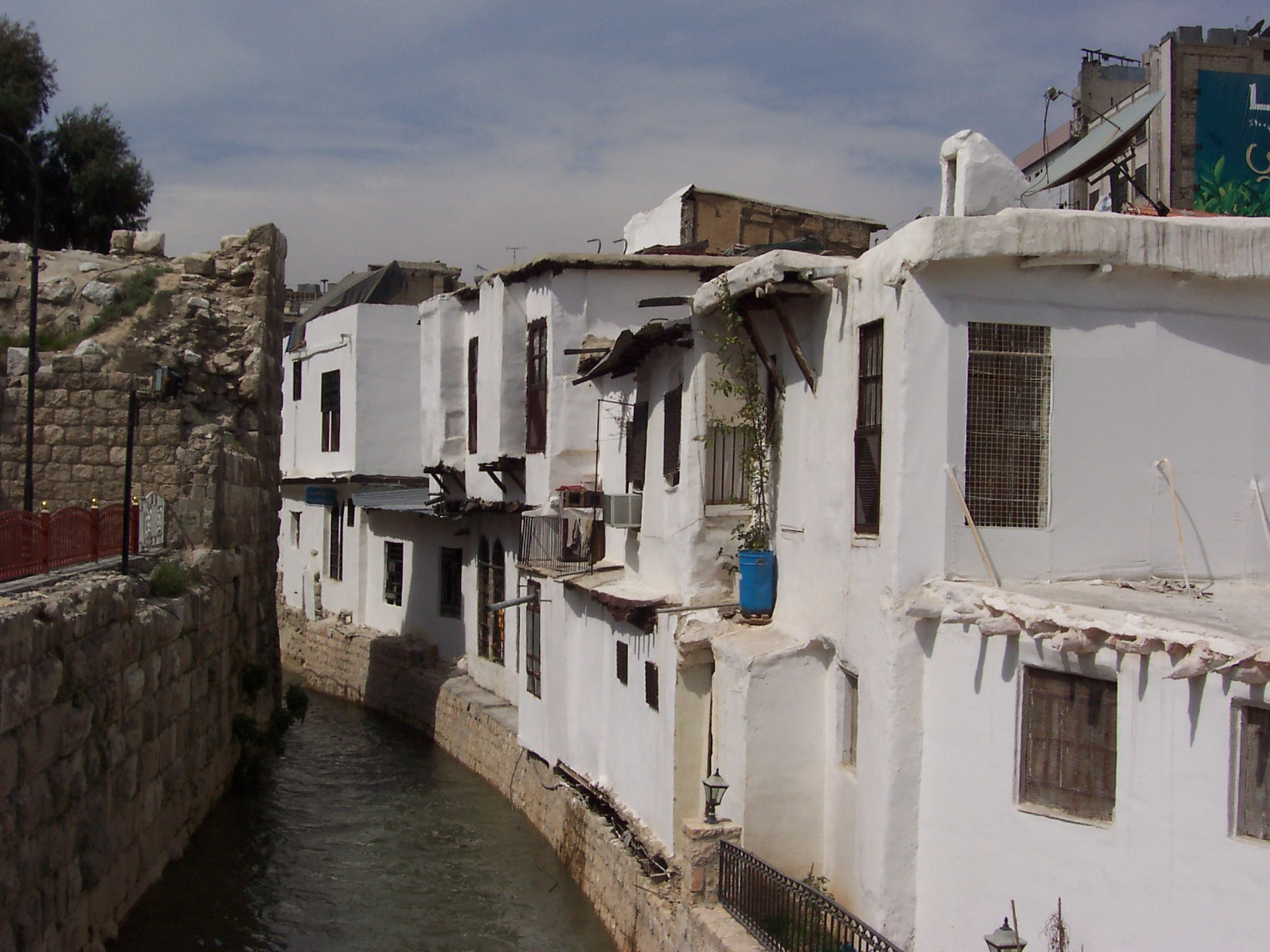
大马士革城堡附近河段

巴拉达河（阿拉伯语：‎，羅馬化：Chrysorrhoas）是叙利亚首都大马士革的主要河流，其源头是巴拉达湖。巴拉达河通过一条陡峭狭窄的峡谷后，到达大马士革，在那里它分成七个分支，灌溉绿洲，最后消失在沙漠中。“巴拉达”名字被认为来自“barid”，即“冷”。古希腊的名字的意思是“金色水流”。
绿洲面积约370平方公里，自古以来，是大马士革繁荣的根基。从80年代中期起，绿洲的规模逐渐缩小，被大马士革的郊区住房和轻工业蚕食侵占。
在过去几十年，这条河遭受严重的旱灾，主要是由于较低的降雨率，以及该地区大量增加的人口。它也面临着严重的污染问题，特别是在夏天，那里几乎没有流动的水。
巴拉达在圣经中被称为亚巴拿，是大马士革两条河（亚巴拿河和法珥法河）中较重要的一条，见于《列王纪下》5章12节。两条河联通开挖的运河，被认为是世界上最完整、最广泛的灌溉工程之一。在圣经中，乃缦惊叹亚巴拿河和法珥法河比以色列的所有河流更大。
巴拉达也是在黎巴嫩，叙利亚，埃及，摩洛哥，美国，阿根廷和法国的姓氏。